# 더 블랙 크룩

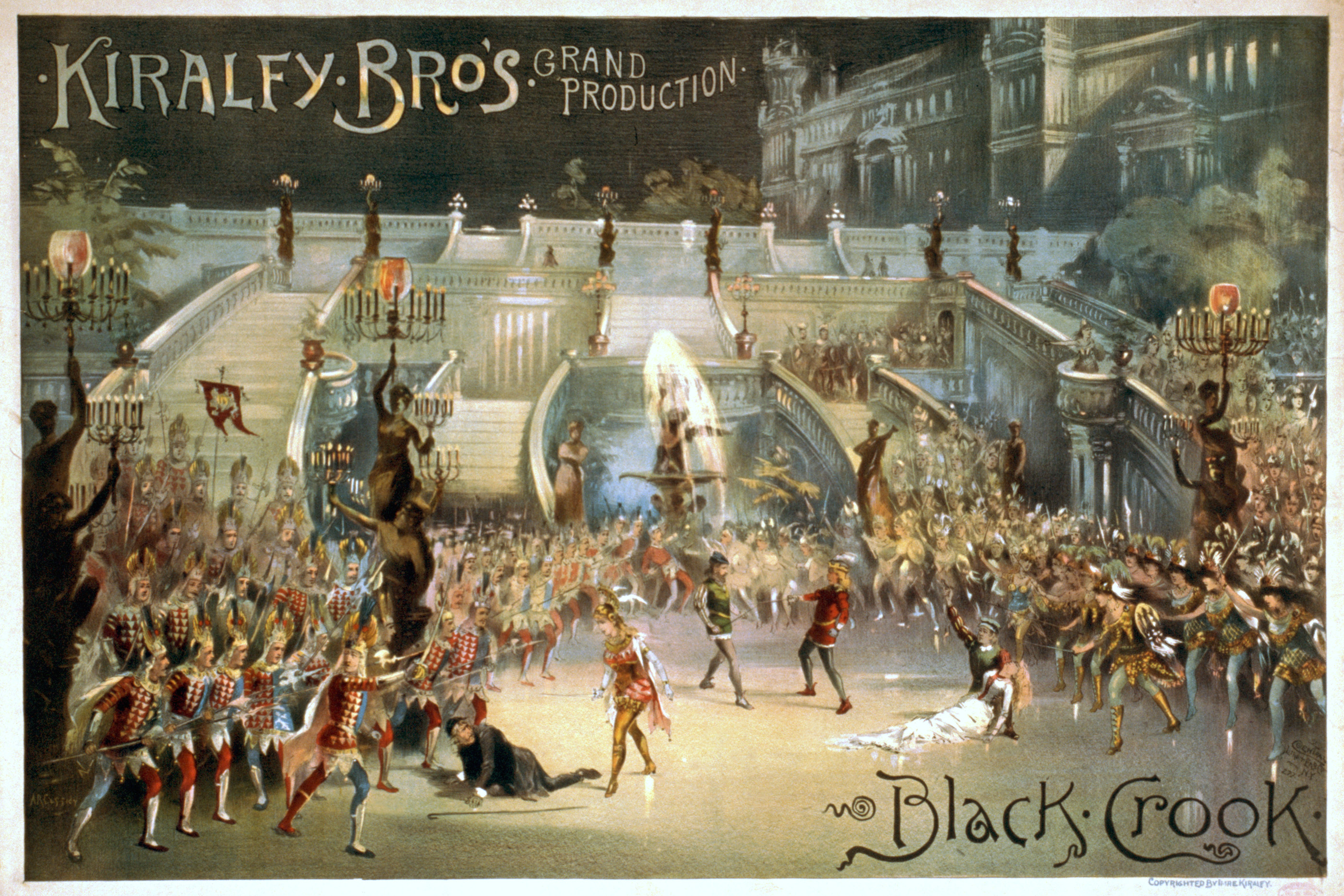
더 블랙 크록의 피날레

더 블랙 크룩(The Black Crook)은 1866년 뉴욕에서 큰 성공을 거두며 처음 제작된 음악극 작품이다. 많은 연극 작가들은 조심스럽게 더 블랙 크룩을 뮤지컬의 현대적인 개념을 따르는 첫 번째 인기 작품으로 확인했다. 그 책은 찰스 M. 바라스의 것이다. 토마스 베이커에 의해 선택되고 편곡된 그 음악은 대부분 각색들로 구성되어 있지만, 그것은 그 작품을 위해 작곡된 일부 새로운 노래들, 특히 "You Nuggy, Nugy Men"을 포함한다. 그 이야기는 파우스티안 멜로/로맨틱 코미디이지만, 그 제작은 그것의 화려한 특수 효과와 교활한 의상들로 유명해졌다.
그것은 1866년 9월 12일 맨해튼 브로드웨이의 3,200석 규모의 니블로 가든에서 열렸으며 474회 공연으로 기록을 경신했다. 그 후 수십 년 동안 광범위하게 순회공연을 했으며 1870-71, 1871-72, 그리고 그 후에도 여러 차례 브로드웨이에서 부활했다. 블랙 크룩은 종종 대중적인 노래와 춤이 하나가 되는 연극 전체에 산재해 있고 배우들에 의해 공연된다는 점에서 현대 뮤지컬의 원형으로 여겨진다.
1872년 12월 23일 런던 알함브라 극장에서 개막한 더 블랙 크룩이라는 제목의 영국 작품은 프레데릭 클레이와 조르주 자코비의 새로운 음악과 함께 뉴욕 버전에 영향을 미친 프랑스 원천 자료의 일부에 기반한 새로운 이야기를 가진 오페라 부페였다. 더 블랙 크룩의 무성 영화 버전은 1916년에 제작되었다.